# Гребенкины
Гребенкины — древний русский дворянский род.

## История рода
Иван и Тимофей Филипповичи владели поместьями в Звенигородском уезде (1592).
Юрий Гребенкин кречетник, ездил в Кизылбаши с послом князем Борятинским (1618—1619). Михаил Никитич владел поместьем в Можайском уезде (1626—1627). Мокряк Юрьевич служил в сокольниках и владел поместьем в Можайском уезде (1626). Вёрстаны новичными окладами: Денис Григорьевич по Ельцу, а Степан Данилович по Новосилю (1628). Филипп Никифорович владел поместьем в Новосильском уезде (1630). Можайский помещик Богдан Дмитриевич упоминается с женой и четырьмя детьми (1639). Борис Гребенкин кречетник, ездил с посланниками в Крым (1650). Максим Фомич владел поместьем в Ефремовском уезде (1700).
Трое представителей рода владели населёнными имениями (1699).

## Известные представители
- Гребенкин Семён Васильевич — можайский городовой дворянин (1613).
- Гребенкин Семой Васильевич — кашинский городовой дворянин (1622).
- Гребенкин Антип Матвеевич — елецкий сын боярский (1637)[1].